# Andy Van Hellemond
Temple de la renommée : 1999
Andy Van Hellemond (né le 16 février 1948 à Winnipeg dans la Province du Manitoba au Canada) est un arbitre canadien de hockey sur glace. Depuis 1999, il est membre du temple de la renommée du hockey. Il détient le record du plus d'années en arbitre en finales de la Coupe Stanley.

## Trophée
- Première équipe d'étoiles de la Ligue de hockey junior du Manitoba
- Membre du Temple de la renommée du hockey depuis 1999
- Arbitre du Manitoba du siècle
- Membre du Temple de la renommée du hockey du Manitoba